# Inthe
Inthe est un village située dans le canton de Kale, dans le district de Kale, dans la région de Sagaing, dans l'ouest de la Birmanie.